# Gorgadesia
Gorgadesia is een monotypisch geslacht van schimmels in de familie Roccellaceae. Het bevat alleen de soort Gorgadesia mira.